# Толкачова Олена Іллівна
Олена Іллівна Толкачо́ва (нар. 2 червня 1973, Київ) — українська художниця; член Молодіжного об'єднання художників і мистецтвознавців Київської обласної організації Національної спілки художників України з 2000 року та Національної спілки художників України з 2008 року

## Біографія
Народилася 2 червня 1973 року в місті Києві (нині Україна). Дочка художників Іллі Толкачова та Наталії Болдирєвої. У 1984—1986 роках навчалась у Республіканській художній середній школі імені Тараса Шевченка; протягом 1986—1991 років продовжила здобувати мистецьку освіту у Московській художній середній школі імені Миколи Томського; у 1991—1997 роках навчалась на факультеті художньо-технічного оформлення друкованої продукції Московського поліграфічного інституту у майстерні під керівництвом Андрія Васнєцова та Василя Валеріуса.

## Творчість
Працює в галузях станкової графіки і станкового живопису. Серед робіт:
- серія «Чарівний світ» (2004—2015);
- серія «Пам'яті батька» (2007—2009);
- серія «Лісова пісня» (2006—2007);
- серія «Вікна» (2007—2015);
- серія «Nature morte» (2008—2015);
- серія «Квітучі сни» (2011—2015);
- «Машина весна» (2013);
- «Син» (2013—2015);
- «На порозі століття» (портрет Євдокії Болдиревої).

Бере участь у всеукраїнських та міжнародних виставках з 1997 року. Персональні виставки відбулися у Києві у 1997 та 1999 роках.
Роботи художниці знаходяться в Національному музеї Тараса Шевченка, Запорізькому обласному художньому музеї, галереях та приватних збірках України, Канади, Росії, Чехії, Бельгії, Сполучених Штатів Америки.